# Snaptunstenen
Snaptunstenen är en dansk bildsten och blästermunstycke av norsk täljsten från vikingatid som troligen avbildar Loke. Stenen är 20 cm hög, 24,5 cm bred och 7,5 cm tjock.
Stenen blev funnen 1950 vid Horsens fjord på stranden vid Snaptun, Glud socken, östra Jylland.

## Loke
Att det är Loke som avbildas grundar sig på att det avbildade huvudet har ihopsydd mun, något som Loke straffades med efter att ha satsat sitt huvud i ett vad med dvärgen Brok. När Loke förlorade vadet hävdade han att Brok bara fick röra huvudet, men inte halsen. Brok sydde då igen munnen på Loke. Blästermunstycket användes i en smedja för att skydda blåsbälgen från att skadas av den höga temperaturen – den stacks därför in i hålet som finns i stenen. Det är symboliskt att Loke avbildats på en sådan sten, då Loke var närvarande då Tors hammare Mjölner skapades. Loke hade då tagit formen av en fluga som stack dvärgen Brok då denne skötte blåsbälgen.